# Hermine Peine
Hermine Friederike Peine (* 19. September 1881 in Hamburg; † 19. August 1973 ebenda; geborene Hermine Kreet) war eine deutsche Politikerin der SPD.

## Leben

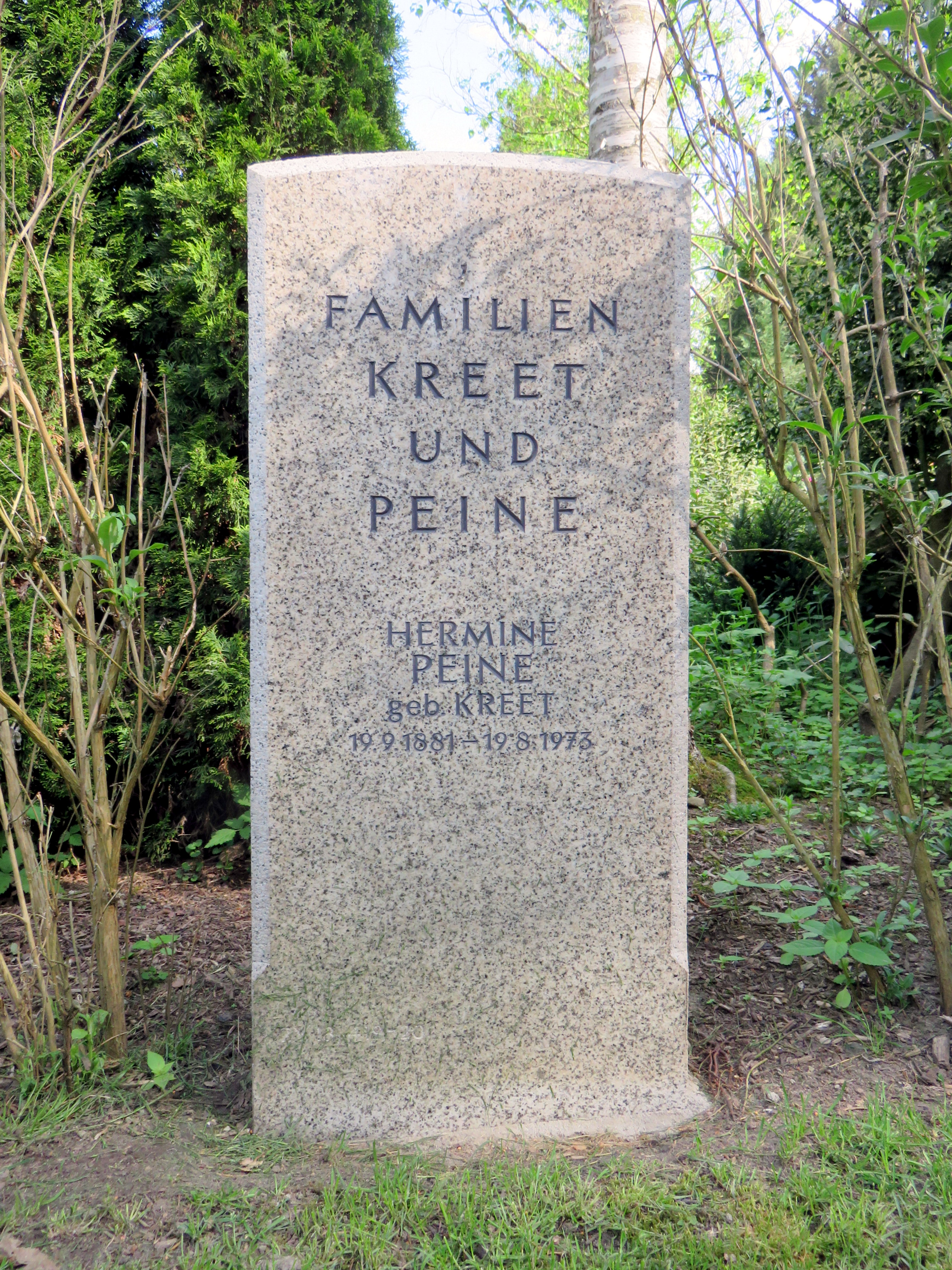
Grabstein Hermine Peine auf dem Friedhof Ohlsdorf

Hermine Peine wurde als Tochter des Schneiders Adolf Kreet (1837–1916) und seiner Frau Luise (1852–1928) geboren und wuchs in einem sozialdemokratisch geprägten Haushalt auf. Nach Beendigung der Volksschule 1896 besuchte sie eine Haushaltsschule und arbeitete als Hausangestellte, bis sie 1902 den Schneidermeister Andreas Peine (1871–1939) heiratete. Aus dieser Ehe gingen die Kinder Hertha (1906–1982) und Kurt (1908–1991) hervor.
Nach dem Ende des Ersten Weltkriegs arbeitete Peine als Sozialfürsorgerin und saß seit 1919 sowohl in der Deputation der Wohlfahrtsbehörde als auch im Ausschuss für die staatlichen Heimeinrichtungen. 1920 war sie Mitbegründerin der Arbeiterwohlfahrt (AWO) in Hamburg. 
1908 trat sie der Sozialdemokratischen Partei bei und war besonders im Bereich der Sozialfürsorgearbeit tätig.  Von 1922 bis Anfang der 1930er-Jahre gehörte sie als Beisitzerin dem Vorstand unter Vorsitz von Max Leuteritz an. 1924 zog sie als Abgeordnete in die Hamburgische Bürgerschaft ein, im Juli 1929 wurde ihr die Leitung des staatlichen Altersheims im Stadtteil Groß Borstel übertragen.
Im Juni 1933 von den Nationalsozialisten gemäß § 4 des Gesetzes zur Wiederherstellung des Berufsbeamtentums entlassen, sah sich Peine in der Folgezeit politisch verfolgt. 1934 wurde ihre Wohnung von der Gestapo durchsucht, weil diese politische Zusammenkünfte bei ihr vermuteten. Sie lebte mehrere Jahre von Arbeitslosenunterstützung und später von Unterstützung ihrer Kinder und Untervermietung von Zimmern. 1940 wurde sie wegen Wehrkraftzersetzung angeklagt, aus Mangel an Beweisen musste der Prozess jedoch eingestellt werden. Im Zuge des missglückten Attentats vom 20. Juli 1944 wurde sie als „politisch unzuverlässig“ für zehn Tage im KZ Fuhlsbüttel inhaftiert.
Nach Kriegsende war Peine ab 1945 stellvertretende Vorsitzende der AWO und übernahm auf Betreiben der britischen Militärregierung erneut die Leitung des Groß Borsteler Altersheimes, bis sie 1949 in Pension ging. 1965 zog sie selber in das Altersheim, wo sie bis zu ihrem Tod am 19. August 1973 lebte. Beigesetzt wurde Hermine Peine auf dem Friedhof Ohlsdorf. Die Grabstätte wurde inzwischen aufgelassen, ihr Grabstein in den Garten der Frauen verlegt.

## Auszeichnungen
- 1949: Medaille für treue Arbeit im Dienste des Volkes in Bronze ausgezeichnet
- Bürgermeister-Stolten-Medaille für öffentliches und soziales Engagement[3]